# 圣阿古斯廷德尔波索
圣阿古斯廷德尔波索，是西班牙卡斯蒂利亚-莱昂萨莫拉省的一个市镇。 总面积15平方公里，总人口212人（2001年），人口密度14人/平方公里。